# Niccolò Baroni
Niccolò Baroni (Fiesole, 6 maggio 1983) è un arbitro di calcio italiano.

## Carriera
Esordisce in Serie B nella stagione 2016-2017, dirigendo il match del 4 settembre tra Carpi e Benevento.
L'11 novembre 2021 viene scelto dall'AIA per arbitrare una partita di Juniores: Centro Storico Lebowski-Albereta San Salvi, questo per combattere la crisi di vocazioni arbitrali sui campi di calcio giovanili e dilettantistici.
Il 21 novembre 2021 fa il suo debutto in Serie A, dirigendo il match terminato 2-2 tra Sassuolo e Cagliari.
Il 25 febbraio 2024 è quarto ufficiale nel match di Serie A Lecce-Inter: sostituisce l'arbitro Daniele Doveri, infortunatosi nel corso della gara.
Il 1º luglio 2024 viene dismesso dalla CAN per motivate valutazione tecniche. Conclude la carriera sul campo avendo diretto 5 gare in Serie A e 103 in Serie B. Il 3 agosto seguente viene inserito nella lista dei Video Match Official a disposizione per le gare di Serie A e Serie B, con la funzionalizzazione di VAR.